# كريستوف لامبرت
كريستوف لامبرت (23 فبراير 1987 بكانتون نيدفالدن في سويسرا - ) (بالفرنسية: Christophe Lambert)‏ هو لاعب كرة قدم فرنسي في مركز الظهير. شارك مع منتخب سويسرا تحت 21 سنة لكرة القدم. أما مع النوادي، فقد لعب مع نادي بيلينزونا ونادي لوزيرن وSC Buochs ‏.

## وصلات خارجية
- كريستوف لامبرت على موقع الاتحاد الأوربي (الإنجليزية)
- كريستوف لامبرت على موقع قاعدة بيانات كرة القدم.إي يو (الإنجليزية)
- كريستوف لامبرت على موقع Soccerway.com (الإنجليزية)
- كريستوف لامبرت على موقع عالم كرة القدم.نت (الإنجليزية)